# Hieronymus von Klebelsberg zu Thumburg

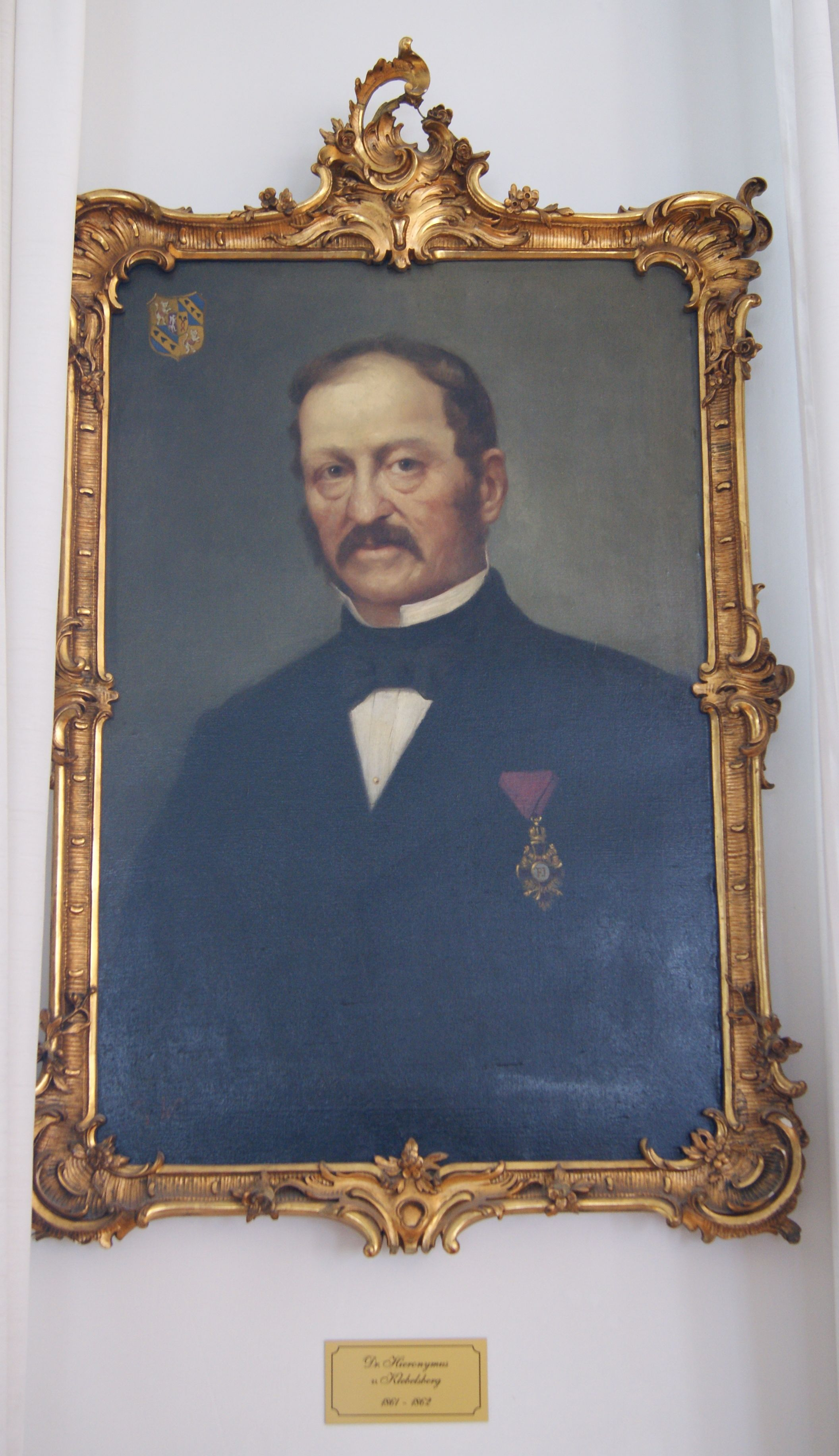
Hieronymus von Klebelsberg zu Thumburg – Bild im Rokokosaal des Alten Landhauses in Innsbruck

Hieronymus von Klebelsberg zu Thumburg (* 28. September 1800 in Bruneck; † 7. November 1862 in Innsbruck) war ein österreichischer Jurist, Politiker und Landeshauptmann von Tirol.

## Leben
Hieronymus von Klebelsberg war der Sohn des Christoph Leonhard von Klebelsberg, Richter von Bruneck, und seiner Frau Maria Katharina Riccabona von Frauenfels.
Nach seiner Gymnasialzeit in Innsbruck und in Seitenstetten studierte er in Innsbruck (1816–1818), in Padua (1818–1822) und in Graz Jus. Im Dezember 1822 trat er in den richterlichen Staatsdienst ein. Am 27. Juni 1824 promovierte er zum Dr. jur. an der Universität Padua. Ab Jänner 1831 trat er als Richter des Landesgerichts in Schwaz ein. Am 14. Oktober 1831 heiratete er Theresia Röck. Ab 1833 war er Landrichter im Ampezzo und 1837 in Fügen.

## Politisches Wirken
1838–1850 war er Bürgermeister von Innsbruck  und bis 1862 Obervorsteher der Sparkasse. Unter seiner Ägide als Bürgermeister wurde das Museum Ferdinandeum erbaut. Er war lange Jahre Oberschützenmeister des Landeshauptschießstandes von Tirol.
1838 wurde er Landtagsabgeordneter (Ständischer Kongress), 1848–1847 Abgeordneter im Reichstag zu Wien und bis zu seiner Auflösung in Kremsier. Hier sprach er sich gegen eine Abtrennung Welschtirols und für die Interessen (Diskussion der die Religionsfreiheit betreffenden Grundrechte) der katholischen Kirche aus.
1850 wurde er Landesgerichtsrat in Rattenberg, 1853 wurde er Mitglied in der Staatsprüfungskommission an der Universität Innsbruck. 1852 zog er sich als Gegner des Neoabsolutismus aus der Politik zurück. 1858 wurde er in das Komitee zur Beratung der Zivilprozessordnung berufen. 1859 wurde er zum Oberlandesgerichtsrat ernannt. Darauf verlieh ihm Kaiser Franz Joseph I. das Ritterkreuz des Franz-Joseph-Ordens. 1848 und 1859 war er Mitglied im Landesdefensionskomitee.
1860 arbeitete er an einer neuen Landesordnung für Tirol mit. 1861 wurde er Stadtrat in Innsbruck, dann gewählter Landtagsabgeordneter und ab 31. März 1861 Landeshauptmann von Tirol. Sein früher Tod (1862) beendete diese Tätigkeit abrupt.
Hieronymus von Klebelsberg zeigte eine gemäßigt liberale Haltung und konnte auf das große Vertrauen der Tiroler Bevölkerung ihm gegenüber zählen. Er setzte sich für die Wahrung der Tiroler Glaubenseinheit ein und lehnte die nationalen Separationswünsche der Trientiner ab. Er galt als Finanzfachmann und befasste sich eingehend mit einer Steuerform in Tirol.